# Corallorhiza maculata
Corallorhiza maculata là một loài thực vật có hoa trong họ Lan. Loài này được (Raf.) Raf. mô tả khoa học đầu tiên năm 1817.

## Hình ảnh

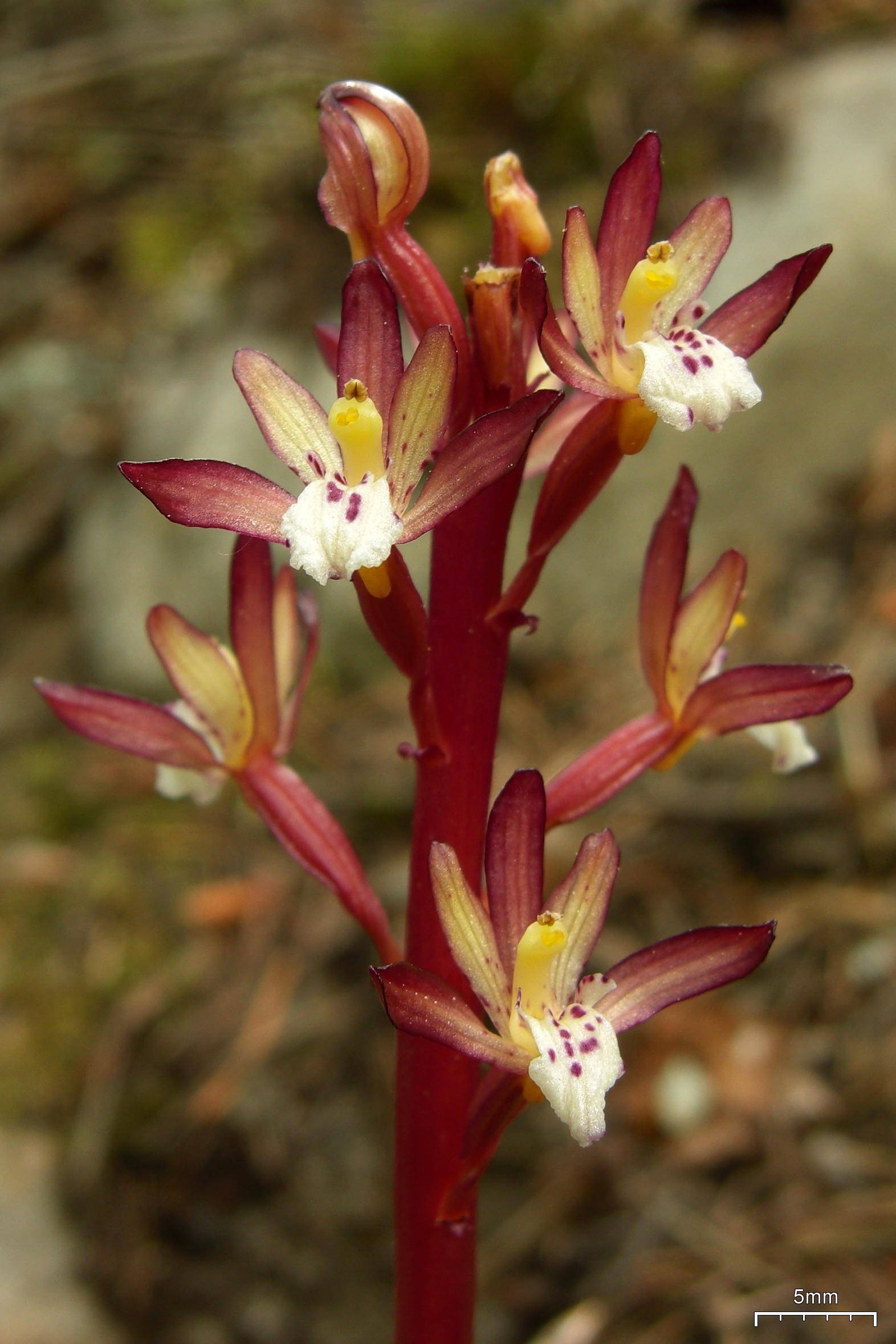
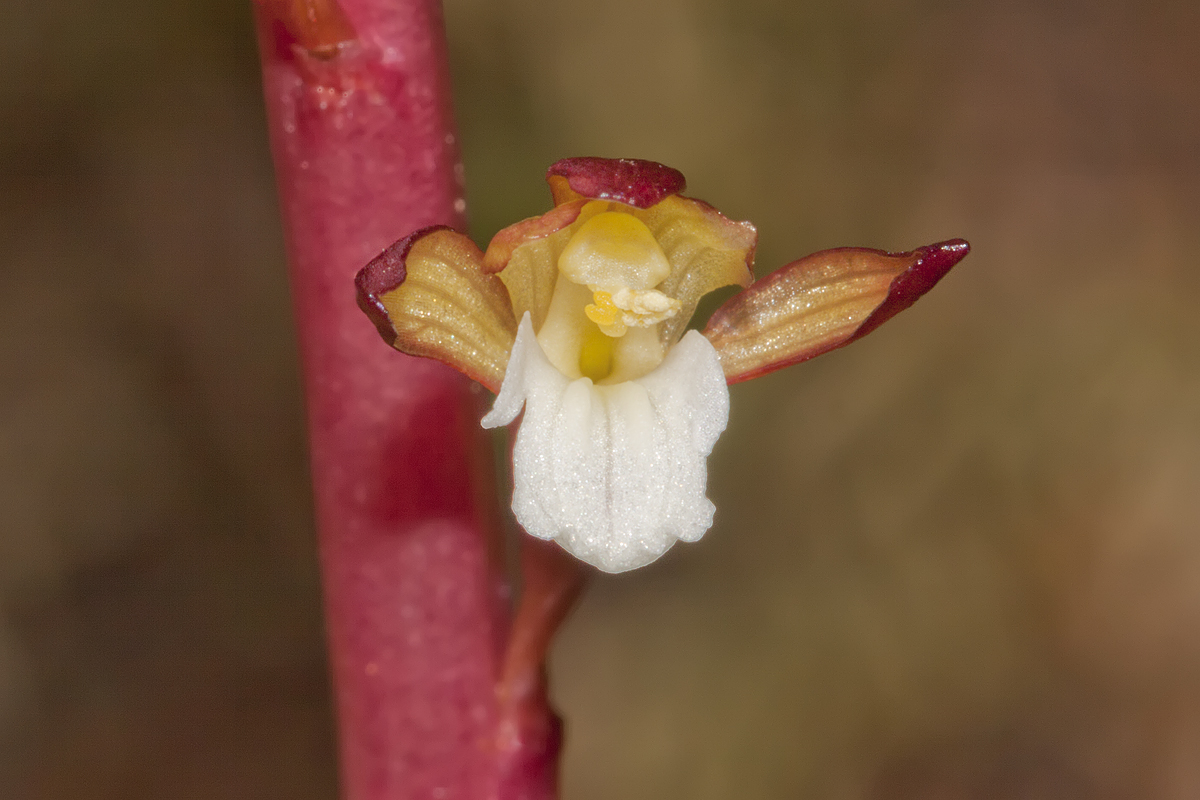
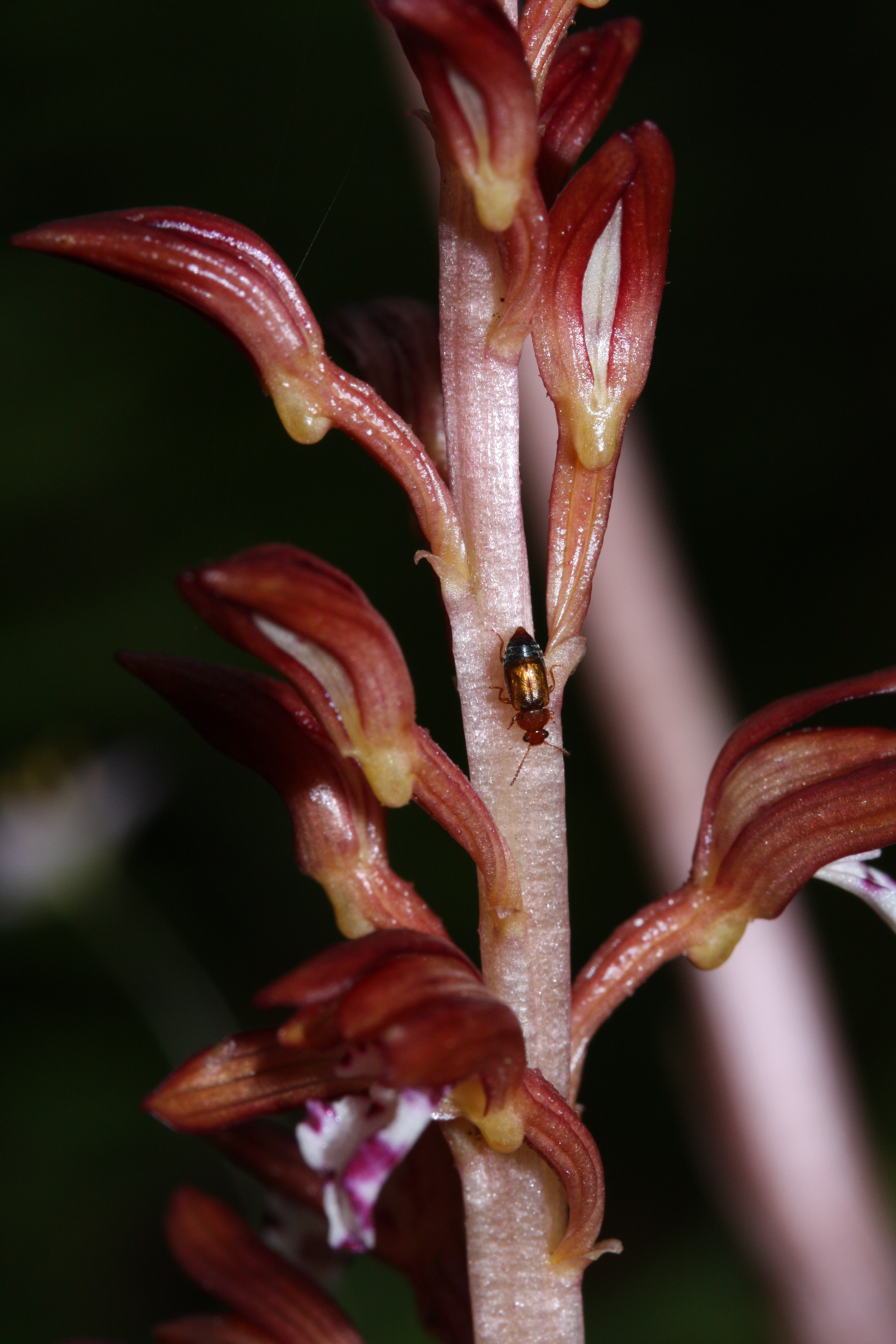
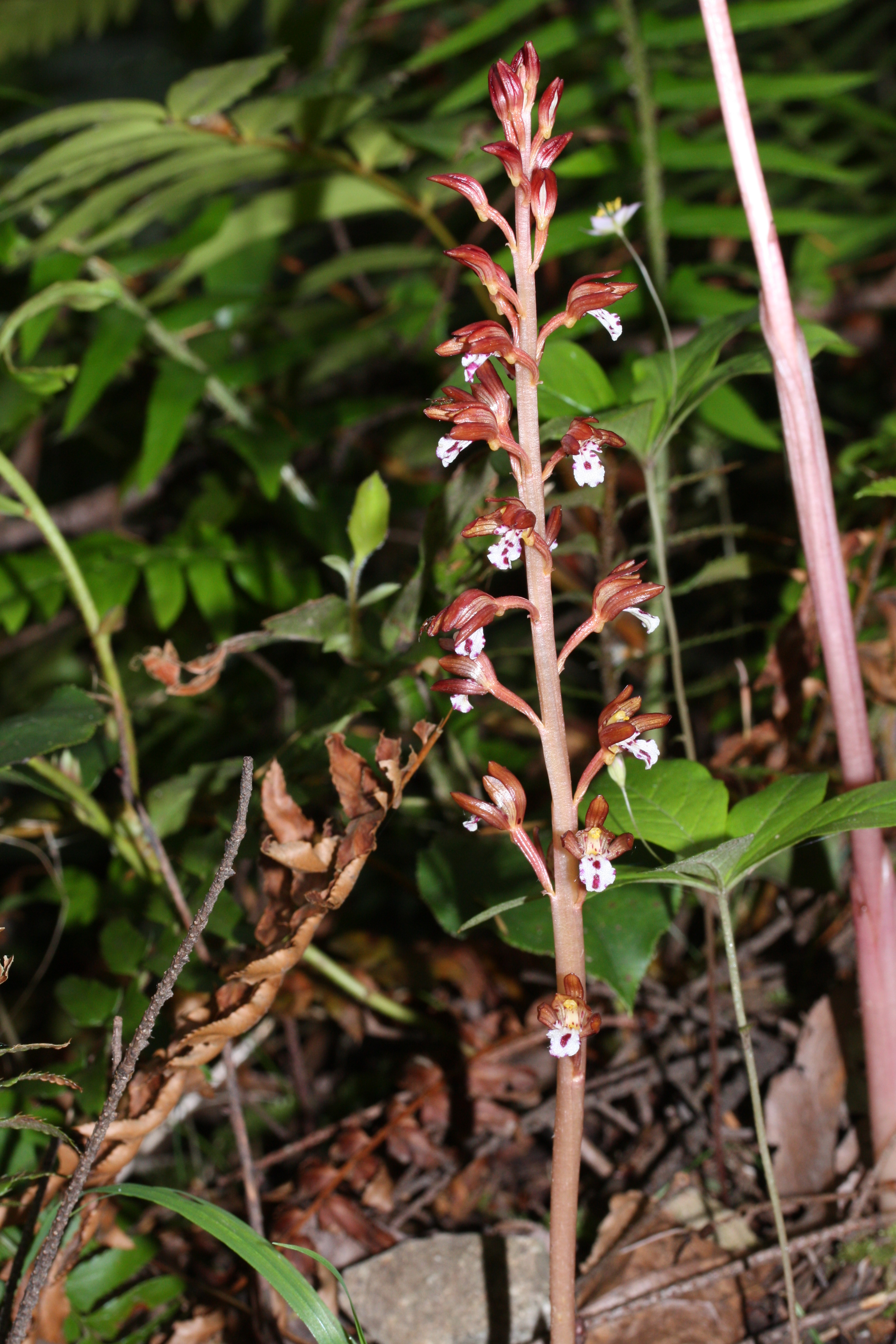